# Cookin’ (album Bookera Ervina)
Cookin’ – album studyjny amerykańskiego saksofonisty jazzowego Bookera Ervina, wydany w 1960 roku z numerem katalogowym MG 12154 nakładem Savoy Records.

## Powstanie
Materiał na płytę został zarejestrowany 26 listopada 1960 roku w Medallion Studio w Newark w stanie New Jersey. Utwory wykonali: Booker Ervin (saksofon tenorowy), Richard Williams (trąbka), Horace Parlan (fortepian), George Tucker (kontrabas), Dannie Richmond (perkusja). Produkcją albumu zajął się Herman Lubinsky.

## Lista utworów
Opracowano na podstawie materiału źródłowego.
Wydanie LP
Strona A
| Nr | Tytuł utworu                  | Muzyka       | Długość |
| -- | ----------------------------- | ------------ | ------- |
| 1. | „Dee Da Do”                   | Booker Ervin | 7:32    |
| 2. | „Mr. Wiggles”                 | Ervin        | 5:19    |
| 3. | „You Don’t Know What Love Is” | Gene de Paul | 7:25    |
|    |                               |              | 20:16   |

Strona B
| Nr | Tytuł utworu        | Muzyka       | Długość |
| -- | ------------------- | ------------ | ------- |
| 1. | „Down in the Dumps” | Ervin        | 6:14    |
| 2. | „Well, Well”        | Ervin        | 9:53    |
| 3. | „Autumn Leaves”     | Joseph Kosma | 7:01    |
|    |                     |              | 23:08   |

## Twórcy
Opracowano na podstawie materiału źródłowego.
Muzycy:
- Booker Ervin – saksofon tenorowy
- Richard Williams – trąbka
- Horace Parlan – fortepian
- George Tucker – kontrabas
- Dannie Richmond – perkusja

Produkcja:
- Herman Lubinsky – produkcja muzyczna
- Paul Cady – inżynieria dźwięku
- Lee Jack Morton – projekt okładki
- Tom Wilson – liner notes